# Контерс-им-Преттигау
Контерс-им-Преттигау (нем. Conters im Prättigau) — коммуна в Швейцарии, в кантоне Граубюнден. 
Входит в состав округа Преттигау-Давос. Население составляет 229 человек (на 31 декабря 2006 года). Официальный код  —  3881.